# Bosco Monte di Mezzo-Monte Miglio-Pennataro-Monte Capraro-Monte Cavallerizzo
Bosco Monte di Mezzo-Monte Miglio-Pennataro-Monte Capraro-Monte Cavallerizzo este o arie protejată (arie specială de conservare — SAC, sit de importanță comunitară — SCI) din Italia întinsă pe o suprafață de 3.954 ha, integral pe uscat.

## Localizare
Centrul sitului Bosco Monte di Mezzo-Monte Miglio-Pennataro-Monte Capraro-Monte Cavallerizzo este situat la coordonatele 41°46′09″N 14°12′31″E / 41.769167°N 14.208611°E.

## Înființare
Situl Bosco Monte di Mezzo-Monte Miglio-Pennataro-Monte Capraro-Monte Cavallerizzo a fost declarat sit de importanță comunitară în septembrie 1995 pentru a proteja 1 specie de plante și 26 de specii de animale. Situl a fost protejat și ca arie specială de conservare în martie 2017.

## Biodiversitate
Situată în ecoregiunea mediteraneană, aria protejată conține 4 habitate naturale: Formațiuni de Juniperus communis pe lande sau pajiști calcaroase, Pajiști uscate seminaturale și facies de acoperire cu tufișuri pe substraturi calcaroase (Festuco-Brometalia) (* situri importante pentru orhidee), Păduri de fag din Apenini cu Taxus și Ilex, Păduri ilirice de stejar și carpen (Erythronio-Carpinion).
La baza desemnării sitului se află mai multe specii protejate:
- plante (1): Himantoglossum adriaticum
- păsări (17): acvilă de munte (Aquila chrysaetos), șerpar (Circaetus gallicus), botgros (Coccothraustes coccothraustes), porumbel de scorbură (Columba oenas), ciocănitoare pestriță mare (Dendrocopos major), Dryobates minor, presură de grădină (Emberiza hortulana), șoim călător (Falco peregrinus), șoimul rândunelelor (Falco subbuteo), vânturel de seară (Falco vespertinus), muscar-gulerat (Ficedula albicollis), sfrâncioc roșiatic (Lanius collurio), ciocârlie de pădure (Lullula arborea), gaia roșie (Milvus milvus), viespar (Pernis apivorus), huhurez mic (Strix aluco), sturzul de vâsc (Turdus viscivorus)
- amfibieni (2): Bombina pachypus, Salamandrina terdigitata
- mamifere (4): lupul (Canis lupus), liliacul mare cu potcoavă (Rhinolophus ferrumequinum), liliacul mic cu potcoavă (Rhinolophus hipposideros), urs brun (Ursus arctos)
- nevertebrate (3): croitorul mare al stejarului (Cerambyx cerdo), fluturele de noapte (Eriogaster catax), Euplagia quadripunctaria

Pe lângă speciile protejate, pe teritoriul sitului au mai fost identificate 14 specii de plante, 1 specie de amfibieni, 6 specii de mamifere.